# Segundo Montes
Segundo Montes Mozo SJ (* 15. Mai 1933 in Valladolid; † 16. November 1989 in San Salvador) war ein spanisch-salvadorianischer Jesuit, Befreiungstheologe und Hochschullehrer. 1989 wurde er von Angehörigen einer Todesschwadron ermordet.

## Leben
Montes wuchs in seinem Geburtsort Valladolid in Spanien auf. 1950 trat er in Orduña als Novize in die Gesellschaft Jesu ein. 1951 wurde er nach Santa Tecla in El Salvador gesandt. Im Jahr darauf begann er ein Studium der Humanwissenschaften an der Katholischen Universität in Quito (Ecuador), das er 1957 als Lizenziat der Philosophie abschloss. Montes kehrte daraufhin nach El Salvador zurück, wo er an der jesuitischen Privatschule Colegio Externado San José Lehrer wurde und bis 1960 tätig war. In diesem Jahr begann er ein Studium der Theologie, das er 1964 als Lizenziat an der Universität Innsbruck abschloss. 1963, während des Studiums, war die Priesterweihe erfolgt. 1970 nahm er – als einer der ersten spanischen Jesuiten in dem zentralamerikanischen Land – die salvadorianische Staatsbürgerschaft an.
Zwischen 1966 und 1976 unterrichtete er wiederum (als Lehrer für Physik) am Externado San José in San Salvador. Ab 1973 war er auch Rektor der Institution. Es handelte sich um eine konfliktreiche Zeit für die Privatschule, da die Ideen der Befreiungstheologie unter Lehrern und Schülern Gehör zu finden begannen. Unter den Eltern der Schüler sorgte dies für Unmut, denn das Externado San José war traditionell eine Eliteschule, an der die konservative Oberschicht des Landes ihre Zöglinge ausbilden ließ.
Etwa zur gleichen Zeit, zwischen 1970 und 1976, diente Montes auch als Dekan der humanwissenschaftlichen Fakultät an der jesuitischen Universidad Centroamericana “José Simeón Cañas” (UCA), die sich unter der Leitung von Ignacio Ellacuría SJ zu einem intellektuellen Zentrum der Befreiungstheologie entwickelt hatte. Anschließend nahm er ein postgraduales Studium an der Universidad Complutense in Madrid auf. 1978 promovierte er mit einer Arbeit El compadrazgo. Una estructura de poder en El Salvador im Fach Sozialanthropologie. Zwischen 1978 und 1982 war er Chefredakteur der Zeitschrift Estudios Centroamericanos. 1980 wurde er Dekan der sozialwissenschaftlichen Fakultät der UCA. Ab 1984 leitete er ein Forschungsprojekt über Flüchtlinge des Salvadorianischen Bürgerkriegs (1980–1992). Dies mündete 1985 in die Gründung des Menschenrechtsinstituts der UCA (IDHUCA).
Neben seiner Lehrtätigkeit war Montes Gemeindepfarrer in Santa Tecla. Seine akademische Stellung nutzte er, um die während des Bürgerkrieges zunehmenden Menschenrechtsverletzungen und Vertreibungen öffentlich anzuprangern.
Anfang November 1989 begannen die Guerillastreitkräfte der FMLN eine Offensive gegen die salvadorianische Regierung, bei der sie bis in die Hauptstadt vordrangen. Die in Bedrängnis geratene Regierung beschuldigte die Jesuiten der UCA, der Guerilla auf dem Universitätsgelände Unterschlupf zu gewähren und sie propagandistisch zu unterstützen. In der Nacht zum 16. Oktober drang eine aus Angehörigen der Armee bestehende Todesschwadron in das Wohnquartier der Jesuiten ein. Segundo Montes, seine Ordensbrüder Ignacio Ellacuría, Amando López, Joaquín López y López, Ignacio Martín-Baró und Juan Ramón Moreno sowie zwei Hausangestellte wurden getötet.

## Vermächtnis
Segundo Montes verfasste zahlreiche Schriften über salvadorianische Sozialstrukturen, Migration, gesellschaftliche Umverteilung und die Folgen des Bürgerkriegs. Die von ehemaligen Bürgerkriegsflüchtlingen bewohnte Ortschaft Ciudad Segundo Montes im Departamento Morazán ist nach ihm benannt.

## Schriften (Auswahl)
- El compadrazgo. Una estructura de poder en El Salvador. 2. Auflage. UCA Ediciones, San Salvador 1987, ISBN 84-8405-012-2 (Colección Estructuras y procesos. Band 2).
- Migration to the United States as an Index of the Intensifying Social and Political Crisis in El Salvador. In: Journal of Refugee Studies, Band 1, 1988, ISSN 0951-6328, S. 107–126.